# Bibliothekskatalog
Ein Bibliothekskatalog ist ein Verzeichnis der in einer Bibliothek vorhandenen Publikationen (vor allem Bücher, aber auch DVDs, Zeitschriften usw.) und Sammlungsobjekte (Gemälde, Globen usw.).
Es gibt verschiedene Arten von Bibliothekskatalogen. Früher wurden die vorhandenen Publikationen etwa in dazu vorgesehene Buchbände eingetragen (Bandkatalog) oder auf je einem Zettel notiert und die Zettel danach alphabetisch geordnet (Zettelkatalog). Die heute mit Abstand verbreitetste Form ist der OPAC (Online Public Access Catalogue). Ein OPAC ist ein elektronischer Bibliothekskatalog, der über Computer erstellt und abgerufen wird.
Die katalogisierten Publikationen können im Katalog nach unterschiedlichen Merkmalen (Anfangsbuchstaben, Themengebiet, Standort in der Bibliothek usw.) geordnet werden. Zu unterscheiden sind hier der nach Verfassern und Elementen des Titels geordnete Alphabetische Katalog, der systematisch oder nach Schlagwörtern geordnete Sachkatalog und der die Buchaufstellung verzeichnende Standortkatalog.
Der Arbeitsvorgang zur Erstellung eines Bibliothekskatalogs ist die Katalogisierung, die im Katalog verzeichnete Beschreibung einer Publikation heißt Katalogisat. Katalogisate können durch Inhaltsverzeichnisse, Titelseitenabbildungen, Volltexte, Links usw. bis zu einer digitalen Bibliothek ausgebaut werden (Kataloganreicherung). Sollen im aktuellen Katalog noch nicht verzeichnete Altbestände erfasst werden, können die Daten älterer Kataloge übernommen (Retrokonversion) oder die betreffenden Medien einzeln neu katalogisiert (Retrokatalogisierung) werden.

## Wortherkunft
Das deutsche Wort Katalog leitet sich vom altgriechischen κατάλογος (katálogos) und vom lateinischen catalogus ab, welche mit ‚Aufzählung‘, ‚Verzeichnis‘, ‚Liste‘ oder ‚Register‘ übersetzt werden können. In der Antike selbst hat man Bibliothekskataloge jedoch mit anderen, bedeutungsähnlichen Wörtern bezeichnet. Im Griechischen hießen sie pinakes und im Lateinischen indices.

## Katalogarten
Mit der zur Verfügung stehenden Technik haben sich auch Bibliothekskataloge verändert. Bis zur Einführung der Schreibmaschine wurde handschriftlich katalogisiert, heute werden die Medien über Computer in dazu eingerichtete bibliographische Datenbanken eingegeben.
| Übersicht                                                                                               |
| --- |
| - Bandkatalog - Blattkatalog - Zettelkatalog - Mikrofichekatalog - CD-ROM-Katalog - Imagekatalog - OPAC |

Eine frühe, bereits im Mittelalter verwendete Katalogform war der Bandkatalog. Er besteht aus zunächst leeren Buchbänden, in welche nach und nach die Medien der Bibliothek eingetragen werden. Bandkataloge waren bis zum Ende des 19. Jahrhunderts die verbreitetste Katalogart, als sie durch den aufkommenden Zettelkatalog abgelöst wurden.
Ein Blattkatalog besteht aus einzelnen Katalogblättern, die in Schnellheftern, Klemmmappen, Ringbüchern oder Folienhüllen gesammelt werden. Er wurde in Listenform geführt und ist heute kaum noch in Gebrauch.
Der Zettelkatalog (oder Kartenkatalog) war lange Zeit die dominierende Katalogart. Er besteht aus Katalogkarten, wobei auf jedem Zettel genau eine der in der jeweiligen Bibliothek vorhandenen Publikationen angeführt ist und jede Publikation mindestens einen Zettel erhält. Die Zettel werden meist in extra dafür angefertigten Katalogkästen nach dem Alphabet geordnet aufbewahrt. Der Zettelkatalog wurde vom heute gebräuchlichen elektronischen Bibliothekskatalog verdrängt, ist in vereinzelten Bibliotheken aber immer noch in Gebrauch. Eine Sonderform des Zettelkatalogs ist der Kapselkatalog.
Ein Mikrofichekatalog besteht aus postkartengroßen Mikrofiches, auf denen die Titelaufnahmen abgebildet sind. Die Abbildungen sind extrem verkleinert und können mit bloßem Auge nicht gelesen werden. Der Mikrofichekatalog wurde von elektronischen Katalogen verdrängt und ist nur mehr vereinzelt in Gebrauch.
Ein CD-ROM-Katalog besteht aus CD-ROMs, auf denen die Katalogdaten in maschinenlesbarer Form abgespeichert sind. CD-ROM-Kataloge sind heute kaum noch in Gebrauch.
Imagekataloge (kurz IPAC für Image Public Access Catalogue) sind öffentlich zugängliche Online-Kataloge, die aus Scans alter Katalogkarten bestehen.
Ein OPAC (für Online Public Access Catalogue) ist die heute maßgebliche und mit Abstand am weitesten verbreitete Katalogart. OPACs ermöglichen es dem Benutzer jederzeit auf die Katalogdatenbank der jeweiligen Bibliothek zuzugreifen, heute meist auch über das Internet. Üblich ist inzwischen ein Zugang über das WWW mit Suchfeldern, in denen man den Bibliothekskatalog standardmäßig mindestens nach Personen, Buchtiteln, Körperschaften, Schlagwörtern, ISBNs, Verlagen und Erscheinungsjahren durchsuchen kann.

## Ordnungsprinzipien
| Übersicht                                                                                                  |
| --- |
| - Alphabetischer Katalog - Schlagwortkatalog - Stichwortkatalog - Systematischer Katalog - Standortkatalog |

Im Gegensatz zu elektronischen Katalogen wie dem OPAC war es bei älteren Katalogarten wichtig, nach welchem Ordnungsprinzip die Katalogisate sortiert waren. Die Sortierung der Katalogisate entschied, ob man ein gesuchtes Werk unter dem Anfangsbuchstaben des Autors, unter dem betreffenden Wissenschaftsgebiet oder einem passenden Schlagwort finden konnte. In alphabetischen Katalogen sind die Publikationen nach dem Anfangsbuchstaben der Titel oder der Autoren geordnet, in Schlagwortkatalogen nach dem Anfangsbuchstaben der Schlagwörter, in Stichwortkatalogen nach Stichwörtern, in systematischen Katalogen nach Themengebieten (Astronomie, Sport usw.) und in Standortkatalogen nach dem Standort der Publikation in der Bibliothek (Raum, Regal, Fach, Signatur usw.).

## Umfang
Neben Katalogen, die die Publikationen genau einer Bibliothek anführen, gibt es auch solche, die nur einen bestimmten Teil dieser Publikationen beinhalten (Teil- und Spezialkataloge). Umfangreicher als gewöhnliche Kataloge sind hingegen Zentral- und Metakataloge, in denen die Publikationen mehrerer Bibliotheken verzeichnet sind.

### Teilkataloge und Spezialkataloge
Teilkataloge verzeichnen ganz bestimmte Teile oder Gruppen des Bestandes, diese Medien sind zumeist auch im Hauptkatalog verzeichnet. Beispiele sind der Katalog der Lesesaalhandbibliothek, Katalog der Lehrbuchsammlung, regionalkundliche Kataloge oder Stoffkreiskataloge für Belletristik in öffentlichen Bibliotheken.
Im Gegensatz dazu verzeichnen Spezialkataloge Sondergruppen des Bestandes, die nur hier verzeichnet werden. Beispiele dafür sind Kataloge für Inkunabeln, Handschriften, Musikalien, Landkarten, audiovisuelle Medien und manchmal auch Periodika.

### Zentralkataloge und Metakataloge
Zentralkataloge verzeichnen den Bestand mehrerer Bibliotheken, ihre Hauptaufgabe ist der Besitznachweis im Bestand mehrerer Bibliotheken. Zur Kennzeichnung der einzelnen Bibliotheken werden numerische oder alphanumerische Bibliothekssigel verwendet, zum Beispiel 15=Universitätsbibliothek Leipzig.
Sie sind Hilfsmittel für den Leihverkehr. Man unterscheidet zwischen örtlichen oder institutionellen Zentralkatalogen, regionalen, nationalen, internationalen und fachlichen Zentralkatalogen sowie Verbundkatalogen.
Ein nationaler Zentralkatalog verzeichnet die Bestände der wichtigsten Bibliotheken eines Landes. Ein Beispiel hierfür ist der National Union Catalog in den USA. In Deutschland hat sich kein alle Publikationsformen umfassender Zentralkatalog entwickelt. Der 1902 begonnene Deutsche Gesamtkatalog gedieh nur bis zum Buchstaben B und wurde während des Zweiten Weltkrieges abgebrochen. Lediglich für Periodika gibt es mit der Zeitschriftendatenbank ein umfassendes Verzeichnis der in deutschen Bibliotheken vorhandenen Bestände.
Ein internationaler Zentralkatalog führt den Bestandsnachweis für bestimmte Medien auf internationaler Ebene. Ein Beispiel dafür ist der Gesamtkatalog der Wiegendrucke, ein Nachweis aller bis 1500 in Europa hergestellter Bücher mit Besitzangaben der Bibliotheken weltweit. Dieser wurde 1904 angefangen und befindet sich in der Staatsbibliothek zu Berlin.
Ein fachlicher Zentralkatalog erbringt den Bestandsnachweis mehrerer Bibliotheken für ein Fachgebiet. Ein Beispiel hierfür ist der Katalog der Deutschen Zentralbibliothek für Medizin in Köln.
Die letzte Kategorie des Zentralkataloges ist der Verbundkatalog.
Als Metakatalog werden verschiedene Arten von Bibliothekskatalogen bezeichnet, die mehr als die Bestände einer einzigen Bibliothek nachweisen. Dabei lassen sich Metasuchmaschinen, die Suchanfragen an verschiedene Kataloge weiterleiten (beispielsweise der Karlsruher Virtuelle Katalog), unterscheiden von Aggregatoren, die Inhalte verschiedener Kataloge in eine Datenbank zusammenführen (beispielsweise OAIster) und Verbundkataloge, in denen verschiedene Bibliotheken gemeinsam ihre Bestände katalogisieren.

## Organisation

### Regelwerke und Datenformate
Zur einheitlichen Erstellung von Katalogen werden seit dem 19. Jahrhundert bibliothekarische Regelwerke angewendet. Im Zuge der elektronischen Katalogisierung kam es zur Etablierung einheitlicher bibliographischer Datenformate, wie dem heute international verbreiteten MARC-Format.

### Katalogabbruch
Vor der Einführung elektronischer Kataloge kam es in allen größeren Bibliotheken bei gravierenden Umstellungen (etwa auf ein neues Regelwerk oder auf eine andere Katalogart) zu Katalogabbrüchen. Dabei wurde der aktuell geführte Katalog abgebrochen und ein neuer Katalog begonnen. Nicht immer konnte der alte Katalog in den neuen eingearbeitet werden, weshalb in vielen Bibliotheken verschieden alte Kataloge nebeneinander existieren.

### Dienst- und Publikumskatalog
Ursprünglich waren Bibliothekskataloge ausschließlich Arbeitsinstrumente für Bibliothekare. Erst am Anfang des 20. Jahrhunderts schuf man sogenannte Publikumskataloge, die von Besuchern eingesehen werden konnten. Die meist qualitativ besseren bibliotheksinternen Kataloge nannte man nun Dienstkataloge. Mit der Einführung elektronischer Kataloge wurde die Führung getrennter Kataloge überflüssig. Bibliotheken, die noch nicht alle Bestände elektronisch erfasst haben, machen meist ihre ehemaligen Dienstkataloge öffentlich zugänglich.

## Geschichte

### Antike
Die Größe einiger antiker Bibliotheken machte bereits Ordnungssysteme notwendig, die es ermöglichten, ein gewünschtes Werk aus der Masse herauszusuchen oder die verfügbare Literatur zu einem bestimmten Thema ausfindig zu machen. Da kein antiker Bibliothekskatalog erhalten ist, weiß man von ihnen nur aus Erwähnungen in antiken Quellen, wo sie von griechischen Autoren als pinakes und von römischen als indices bezeichnet werden. In drei antiken Schriften erwähnt ist beispielsweise der Katalog der Bibliothek von Pergamon. Informationen zur Katalogisierung in der Bibliothek von Alexandria sind gemeinsam mit Informationen über die Tätigkeit des Gelehrten und bedeutenden Dichters Kallimachos von Kyrene überliefert.
Kallimachos von Kyrene und die Bibliothek von Alexandria
Kallimachos von Kyrene verfasste die pinakes (Verzeichnisse), eine nicht erhaltene Schrift, die in der bibliotheksgeschichtlichen Literatur oft als der erste bezeugte Bibliothekskatalog bezeichnet wurde. Tatsächlich handelte es sich jedoch nicht um einen Katalog, sondern um ein eigenständiges bibliographisches Werk, das möglicherweise auf dem Katalog der Bibliothek von Alexandria basierte. Die pinakes sollen von großem Umfang gewesen sein und aus 120 Rollen bestanden haben. Sie ordneten jeden der damals bekannten Autoren einer von zehn Kategorien zu, entweder der Rhetorik, dem Recht, der Epik, der Tragik, der Lyrik, der Geschichte, der Medizin, der Mathematik oder der Naturwissenschaft. Falls ein Autor nicht eindeutig einem dieser Themengebiete zugewiesen werden konnte, kam er in die Kategorie „Vermischtes“. Die so zunächst grob eingeteilten Autoren wurden innerhalb dieser thematischen Ordnungsgruppen alphabetisch geordnet und jeweils mit einer kurzen Biographie vorgestellt. Innerhalb der Autoren-Einträge wurden ihre Werke samt einer „Kritik“ darüber aufgelistet. Da die antiken Schriften meist keine festen, eindeutig fixierten Titel aufwiesen, sondern direkt mit dem Text anfingen und die Verfasserschaft oft unklar war, wurden bei der Katalogisierung die ersten Wörter des Textes zur Identifizierung verwendet. Ob die Aufstellung der Schriftrollen räumlich dieser Systematik folgte, ist unbekannt. Ein Papyrus aus dem 3. Jahrhundert v. Chr. ist für die Kenntnis der von Kallimachos eingeführten Methode aufschlussreich.
Den Quellen zufolge wurden die neu in der Bibliothek von Alexandria eintreffenden Schriftrollen auf folgende Weise registriert, bevor man sie in die Bibliothek einordnete: Zur Unterscheidung verschiedener Abschriften desselben Werks erfasste man den Ort, an dem das Exemplar erworben wurde, den Namen des Vorbesitzers, den Autor der Schrift, gegebenenfalls auch Kommentatoren, Verleger oder Korrektoren und ob es sich um eine vermischte oder unvermischte Schriftrolle handelte; als letztes folgte die Angabe, wie viele Zeilen die Rolle umfasste.

### Mittelalter

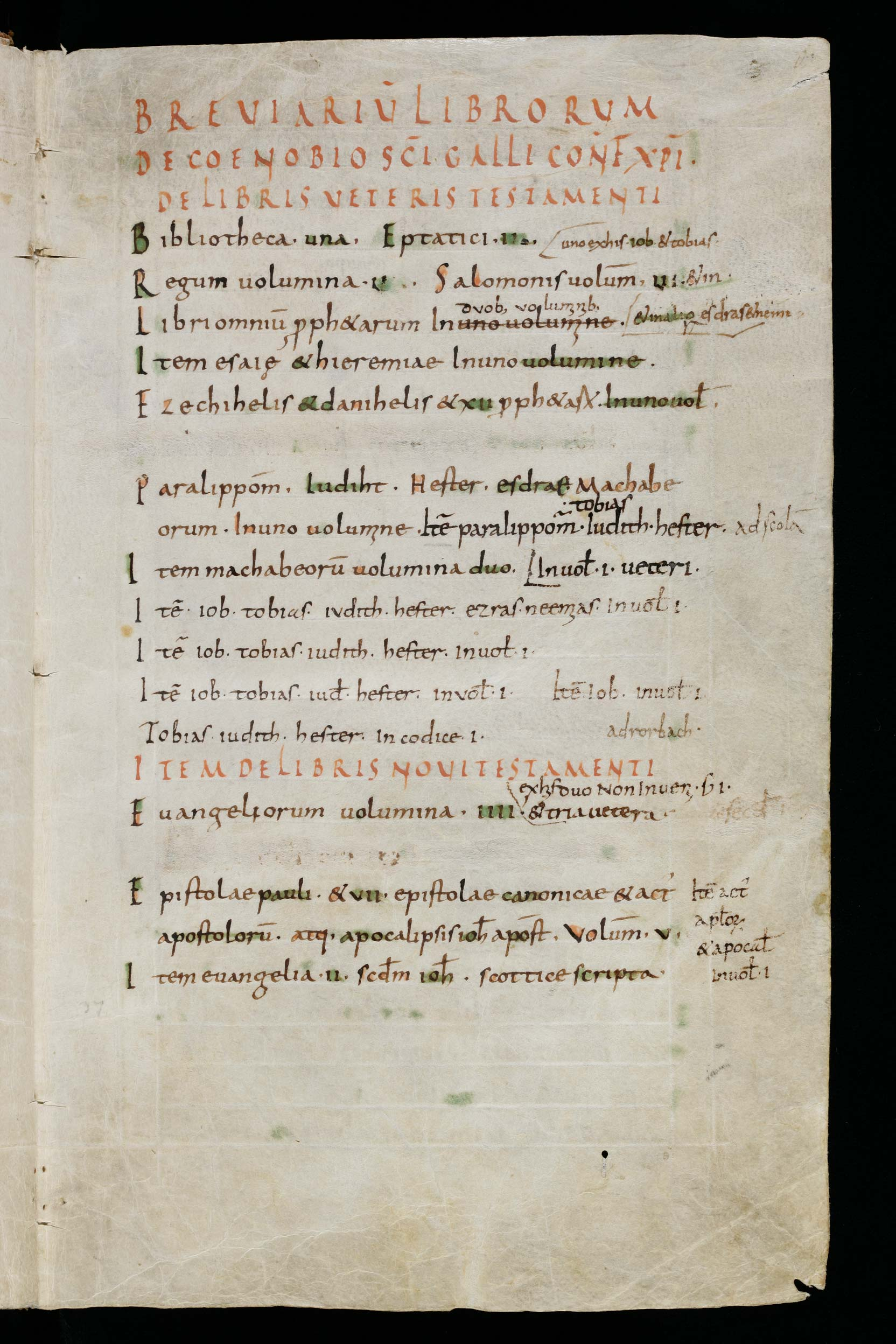
Seite des St. Galler Katalogs

Mit dem Ende der Antike verschwanden auch ihre Bibliotheken. Erste neue Bibliotheken entstanden im Mittelalter in Klöstern und Bischofssitzen, aber die Kenntnisse des Katalogwesens waren vergessen und mussten neu erarbeitet werden. Von der Stiftsbibliothek St. Gallen, einer der berühmtesten mittelalterlichen Bibliotheken, ist ein Verzeichnis aus der Mitte des 9. Jahrhunderts erhalten, das ein Bild vom damaligen Katalogwesen vermittelt. Dieses Breviarium librorum de coenobio S. Galli ordnet die zu dieser Zeit aus etwa 450 Bänden bestehende Sammlung in 25 Abteilungen und eine gesonderte Abteilung der libri scottice scripti, Werke in insularer Schrift, die mit der irischen Gründung des Klosters zusammenhängen. Typisch für eine Klosterbibliothek ist die Anordnung mit Bibelausgaben als erster Abteilung, gefolgt von den Werken der Kirchenväter. Innerhalb der Abteilung Kirchenväter sind die Autoren weder alphabetisch noch zeitlich geordnet, sondern ungefähr nach der Bedeutung, die ihnen von der Kirche zugewiesen wurde, unter Berücksichtigung der Bedeutung für das Kloster. Dass in diesem Fall Gregor der Große und nicht Augustinus von Hippo an erster Stelle steht, führt Karl Löffler darauf zurück, dass Gregors „einzigartige Bedeutung für die Liturgie, die natürlich im Kloster die weithin beherrschende Rolle spielt, den Ausschlag gegeben haben“ könnte. Dass dem Augustinus zudem noch Hieronymus vorangeht, könne vielleicht seinen Grund darin haben, dass er etwas reichlicher vertreten ist. Nach weiteren theologischen Gruppen folgt schließlich eine Abteilung für profane Literatur. Eine derartige Ordnung erscheint in den meisten mittelalterlichen Klosterbibliotheken.
Innerhalb anderer Abteilungen des St. Galler Katalogs wurden die Handschriften nach ihrem Standort auf den Pulten oder in den Schränken aufgeführt. Spätere Zugänge wurden nur sachlich passend eingeordnet, soweit noch Raum vorhanden war, im Übrigen eben da, wo sonst noch Platz blieb, wenn sie auch sachlich viel eher zu anderen Gruppen gehört hätten. Dieser Katalog sollte auch die Möglichkeit bieten, jederzeit nachzuprüfen, ob alle Stücke der Sammlung vorhanden sind. Da zu dieser Zeit keine Titelblätter existierten, wurden im Katalog die Anfangsworte des ersten Blattes, manchmal auch des zweiten, des vorletzten und des letzten Blattes angegeben. Damit und mit später dazukommenden Angaben zu äußeren Merkmalen wie dem Einband, dem Format etc. wollte man bestimmte Handschriften als Einzel- und Wertstücke kennzeichnen; inhaltliche Angaben waren nicht beabsichtigt.

„Der Katalog will eben nicht Antwort geben auf die Frage, ob ein bestimmtes Buch, das man sucht, in der Bibliothek vorhanden ist und wo es zu finden wäre, sondern er will nur ein Inventar sein, das dem Hüter der Schätze ermöglicht, festzustellen, ob alle seine Bücher vorhanden sind, etwa bei dem Sturz der Bibliothek, von dem wir in manchen Klöstern wissen, dass er jährlich vorgeschrieben war, oder das bei einer etwaigen Übergabe des Hüteramtes eine Nachprüfung der Bestände durchführen lässt. Der Katalog dient der Sicherung der Bibliothek, nicht ihrer Benutzung; er ist nicht für den Besucher der Sammlung, sondern für ihren Verwalter angelegt.“

Dieser Katalog, der als Musterbeispiel für einen Klosterkatalog aus dem ersten Teil des Mittelalters gelten kann, zeigt laut Löffler, dass das, was schon Kallimachos einst als Regel und Richtlinie erarbeitet hatte, als Gesetz dem Bewusstsein der Bibliothekare wieder entschwunden war. Zwar entzieht sich die große Gruppe der Bibeln auch noch heute der sonst üblichen Norm der Erfassung, aber „auch, wo alphabetische Ordnung an sich möglich wäre, spielt weder sie noch ein anderes Ordnungsprinzip im Sankt Galler Katalog eine ersichtliche Rolle. Wohl sieht man gelegentlich den Versuch, unter den verschiedenen Werken eines Verfassers die zusammengehörigen auch zusammenzustellen. Aber als klarer Grundsatz drängt sich dies durchaus nicht auf.“

### Von mittelalterlichen Signaturen und Indices zu Alphabetischen Katalogen
Eine etwas höhere Stufe, die vom einfachen Standortkatalog (Verzeichnis nach dem Standort in der Bibliothek) wegführt, wurde jedoch ebenfalls schon im Mittelalter erreicht. Nämlich mit Katalogen, die Werke mit Signaturen aufführten, welche mit ihren Buchstaben oder Ziffern ein zusammengehöriges Fach bedeuteten, unabhängig vom Aufstellungsort, der vielleicht ursprünglich damit übereinstimmen konnte. Auch alphabetische Indices als Register zu den Standortkatalogen entstanden im Laufe des Mittelalters; besonders aus dem 15. Jahrhundert ist eine ganze Reihe derartiger Verzeichnisse bekannt.
Mit der Vergrößerung der Bibliotheken insbesondere seit der Erfindung des Buchdrucks wurde eine genauere Katalogisierung notwendig. Die ehemaligen Indices zu den Standortkatalogen wurden zu selbständigen Alphabetischen Katalogen und immer häufiger in eigenen Bänden angelegt. Nachdem sich die ältesten Drucke, die Inkunabeln, noch an das Vorbild der Handschriften gehalten hatten und keinen Titel, wie er heute üblich ist, besaßen, setzte sich das Titelblatt bald als selbstverständlicher Bestandteil des Buches durch. Dies bildete die Voraussetzung für Titelaufnahmen, wie sie noch heute üblich sind.
Der erste gedruckte Bibliothekskatalog erschien 1595 an der Universitätsbibliothek Leiden. Im Lauf des 17. Jahrhunderts folgten rund 30 Bibliotheken diesem Beispiel, bis die Zahl der gedruckten Kataloge im 18. Jahrhundert bereits unüberschaubar war und fast jede bedeutende Bibliothek über einen gedruckten Katalog verfügte. Schon gegen Ende des 19. Jahrhunderts begannen die Bibliotheken allerdings ihre gedruckten Kataloge wieder einzustellen. Der Grund dafür war, dass die Drucke aufgrund der steigenden Buchproduktion bereits kurz nach dem Erscheinen nicht mehr auf dem neuesten Stand waren und daher ständig Supplemente oder Neuauflagen nötig wurden. Vereinzelt hat man die gedruckten Kataloge aber bis ins 20. Jahrhundert weitergeführt.

### Erste Regelwerke
Genaue Regeln für Katalogaufnahmen kamen jedoch erst zu Beginn des 19. Jahrhunderts auf. Zwar strebte man in anderen Ländern schon früher danach, sich bei der Titelaufnahme kurz und bündig zu fassen, in Deutschland wurden die Katalogaufnahmen jedoch noch bis ins 18. Jahrhundert nach Belieben des Bibliothekars erweitert und mit Anmerkungen versehen.

„Ja, man sah oft seinen Stolz darin, besonders bei gedruckten Katalogen den Titel jedes Buches noch nach allen Seiten zu erweitern, Bemerkungen über die literarische Form des Buches, auch über seine Ausstattung, zu machen, dazu noch Erklärungen und Kommentar zu fügen. Auch wird der Autorname mit allerlei gelehrten Ergänzungen versehen und endlich wird nicht versäumt, die Bedeutung des jeweiligen Werkes für die ganze Wissenschaft möglichst geistvoll zu zergliedern, wodurch der arme Katalogisierende doch auch Gelegenheit hatte, seine eigene Weisheit an den Mann zu bringen.“

Bedeutende Vorkämpfer für eine Vorgehensweise, nach der die eigentliche Aufgabe des Katalogs ist, nur das aufzuführen, was für die Kennzeichnung des Buches notwendig ist, waren die Bibliothekare Albrecht Christoph Kayser (1756–1811) in Regensburg und Martin Schrettinger (1772–1851) in München. Während Kayser als der „Vater der Titelaufnahme“ gilt, schuf Schrettinger als erster feste Regeln für die wichtigsten Punkte. Diese Münchner Regeln dienten später in Breslau als Grundlage für die Instruktion für die Ordnung der Titel im alphabetischen Zettelkatalog der Universitätsbibliothek Breslau von Karl Dziatzko (1842–1903). Auf diesen Regeln wiederum baute die Instruktion der preussischen Staatsbibliothek auf, welche seit 1899 als Instruktionen für die alphabetischen Kataloge der preussischen Bibliotheken in mehreren Auflagen erschien, kurz als Preußische Instruktionen bekannt. Dieses Regelwerk blieb für Jahrzehnte prägend für die Alphabetischen Kataloge im ganzen deutschsprachigen Raum, wenn es auch nicht einheitlich angewendet wurde, und wurde erst in den 1970er Jahren durch die RAK verdrängt.
Damit begann sich eine Trennung in mehrere Katalogarten nach verschiedenen Ordnungsprinzipien zu etablieren, wobei neben dem erwähnten Alphabetischen Katalog nach wie vor ein Standortkatalog benötigt wurde und ein Systematischer Katalog sowie ein Schlagwortkatalog dazukamen.
Für die physische Form des Katalogs erwies sich mehr und mehr der Zettelkatalog als praktikabelste Lösung. Der erste Zettelkatalog wurde 1780 von Gottfried van Swieten an der Hofbibliothek in Wien geschaffen, weite Verbreitung fand der Zettelkatalog aber erst im Laufe und vor allem gegen Ende des 19. Jahrhunderts.

### 20. und 21. Jahrhundert
Nachdem sich im 20. Jahrhundert Regelwerke für die Katalogisierung verfestigt hatten und der Zettelkatalog etabliert war, fand seit den 1960er Jahren eine weitere große Umwälzung durch die Einführung der EDV statt. Seit Ende des 20. Jahrhunderts verwenden die meisten Bibliotheken einen EDV-Katalog mit OPAC, der inzwischen typischerweise über das WWW als Discovery-System abfragbar ist. Die Katalogdaten sind in Formaten wie MARC oder MAB zwischen den Bibliotheken austauschbar. Häufig wurden zudem bestehende Zettelkataloge per OCR digitalisiert und sind in dieser Form oft getrennt vom aktuellen EDV-Katalog abfragbar.
Bedingt durch die neuen Möglichkeiten der EDV-Katalogisierung wurden auch Anpassungen der Regelwerke notwendig. Beispielsweise wurde die Frage aufgeworfen, ob das Konzept der Unterscheidung von Haupteintragung und Nebeneintragung für Verfassernamen oder Titel noch sinnvoll sei.